# Lunar Reconnaissance Orbiter
De Lunar Reconnaissance Orbiter (LRO) is een Amerikaanse ruimtesonde, die op 18 juni 2009 door de NASA werd gelanceerd en later in een baan om de Maan werd gebracht. Zijn taak is om het maanoppervlak in hoge resolutie (tot 0,5 m) in kaart te brengen ter identificatie van eventuele toekomstige landingsplaatsen.
Verder onderzoekt de LRO of er ijs voorkomt in de poolgebieden, waar op de bodem van sommige kraters de zon nooit schijnt en de temperatuur laag genoeg blijft om ijs voor lange tijd te kunnen vasthouden. Uit eerste metingen blijkt dat op sommige plaatsen aan de zuidpool de temperatuur bijzonder laag is, –240 °C (33 K), veel kouder dan men had verwacht.
De LRO-missie is een voorloper van toekomstige bemande maanlandingen door NASA. Daarvoor moet de maan gedetailleerd in kaart worden gebracht.

## Taken
De sonde zal een driedimensionale kaart van het maanoppervlak maken en heeft voor het eerst foto’s gemaakt waarop materiaal te zien is dat op de maan is achtergebleven na de Apollomissies.
De eerste openbaar gemaakte foto’s van LRO toonden de Mare Nubium, een hoogvlakte op het zuidelijk halfrond.
De kosten van deze missie bedragen 584 miljoen Amerikaanse dollar, 504 voor de LRO en 79 miljoen voor de LCROSS-satelliet.

### Opdrachten
De LRO heeft verschillende opdrachten.
- Nauwkeurig in kaart brengen van het maanoppervlak. Kaarten met een hoog oplossend vermogen (maximaal 0,5 m) zijn nuttig voor het uitzoeken van plaatsen om in de toekomst te landen.
- Onderzoek naar de kenmerken van kosmische straling, boven de maan.
- Poolgebieden van de maan bevatten heel misschien water. De temperatuur van de maanpolen maakt het mogelijk dat er ijs is, wat het verblijf aanzienlijk zou vergemakkelijken.
- Foto’s maken van apparatuur die op de maan was achtergebleven na de maanprojecten van NASA en de Sovjet-Unie in de jaren 60 en 70 van de afgelopen eeuw, zoals de Surveyor 1, de Loena 17, de Loenochod en de landingsplaatsen van het Apolloproject.

## Missie
Het tot NASA behorende Goddard Space Flight Center ontwikkelde LRO als een groot (1900 kg) en vernuftig gebouwd ruimteschip waarvan het de bedoeling was dat het een jaar lang in een polaire parkeerbaan zou blijven. Eventueel kon de missie nog verlengd worden tot vijf jaar en het kon dan als tussenschakel voor berichten van maanlanders en wagentjes dienen.

## Nuttige lading

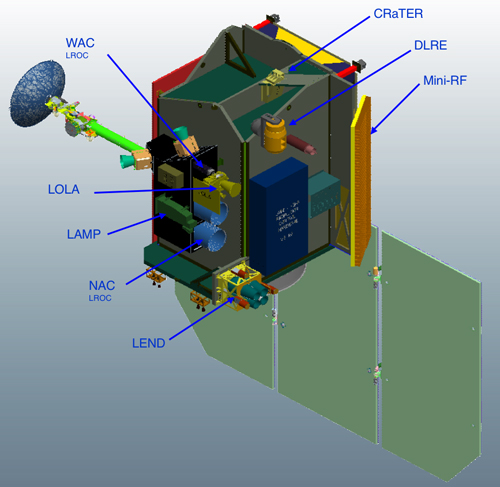
Instrumenten

- CRaTER[2] Een instrument dat de straling rondom de maan onderzoekt.
- DLRE[3] Meet hoeveel warmte de maanbodem afgeeft; in verband met toekomstig onderzoek en eventuele exploratie van de bodem.
- LAMP[4] onderzoekt kraters die continu in de schaduw liggen op zoek naar ijs. Het instrument maakt gebruik van UV-straling uit het heelal.
- LEND[5] verstrekt metingen, kaarten en stelt mogelijke ondergrondse ijsafzettingen vast.
- LOLA[6] Door dit instrument worden de topografie en het geodetische rooster preciezer.
- LROC[7] onderzoekt of landingsplekken voldoet aan de vereisten.

LROC bestaat uit een aantal camera's met teleobjectief en een camera met groothoekobjectieven. De LROC is enkele malen over de historische landingsplaatsen van het Apolloproject gevlogen op een hoogte van 31 km, waarbij met de camera's met hoge resolutie de wagentjes, de daaltrappen van de maanlanders en de schaduwen duidelijk te zien waren. De missie levert ongeveer 70 tot 100 terabyte aan beeldmateriaal op. Men verwacht dat deze foto's de publieke waardering zullen stimuleren.
- Mini-RF[8]-radar liet lichtgewichttechnologie en communicatietechniek zien en toonde waarschijnlijk plaatselijk waterijs aan.

## Verloop van de vlucht

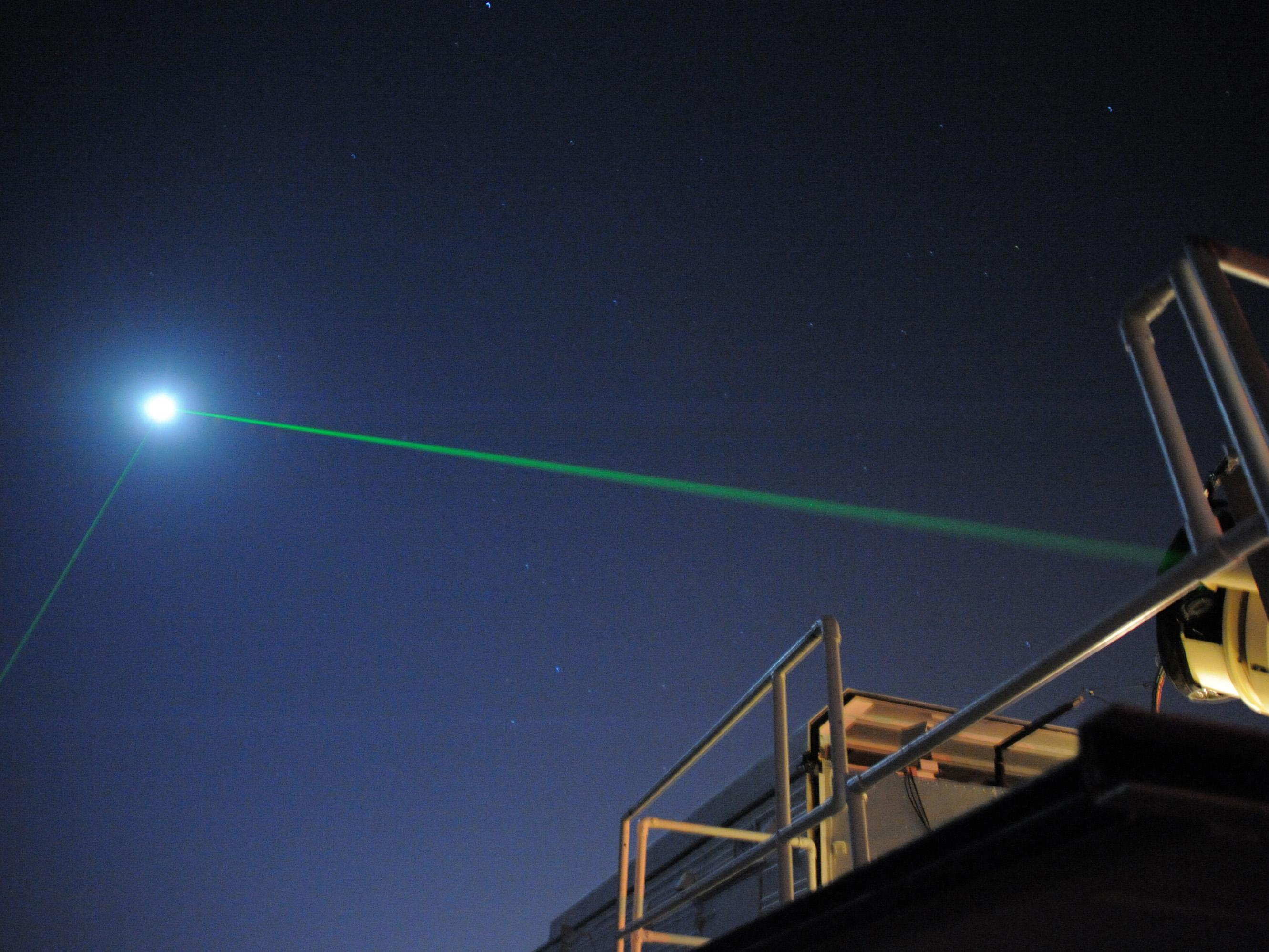
De onderste van de twee groene stralen op deze afbeelding is die van de laserreflector van de LRO

Op 23 juni 2009 kwam de Lunar Reconnaissance Orbiter na een reis van 4,5 dag, waarin één koerscorrectie nodig was, in zijn parkeerbaan om de maan.
Aan de achterzijde van de maan werd de raketmotor gestart zodat het schip ingevangen kon worden door het zwaartekrachtveld van de maan.
Om in die baan terecht te komen, waarin alle apparatuur online gebracht en uitgetest kon worden, waren nog vier series van vier ontstekingen van de motor nodig.
Op 15 september 2009 ging de belangrijkste missie van het ruimtechip van start; het cirkelde nu een jaar lang op 50 km hoogte.
In september 2010 werd de LRO overhandigd aan het Science Mission Directorate om verder te gaan met de wetenschappelijke fase. Het bleef op een circulaire baan van 50 km hoogte.
NASA's LCROSS-missie vond een hoogtepunt in twee inslagen op de maan op 9 oktober 2009 om 04:30 PDT. De bedoeling was om water te zoeken in de Cabeuskrater bij de zuidpool.
Op 4 januari 2011 bleek de Mini-RF, die het tot september 2010 uitstekend gedaan had, geen bruikbare gegevens meer op te leveren. Het apparaat werd daarop uitgeschakeld.
In december 2011 werd de baan veranderd in een ellipsvormige: 30 km boven de zuidpool en 200 km boven de noordpool. Deze baan heeft minder brandstof nodig.

## Resultaten
Op 21 augustus 2009 probeerde men samen met de Indiase maansonde Chandryaan 1 een bistatische radar uit om water op te sporen. Chandryaan 1 stuurde radarpulsen naar het maanoppervlak en LRO zou ze dan opvangen en in een andere hoek weer aanbieden aan Chandryaan 1. Beide ontvangers zijn van hetzelfde type en werden 4 minuten op de Erlangerkrater gericht. Het experiment mislukte.

### Afbeeldingen

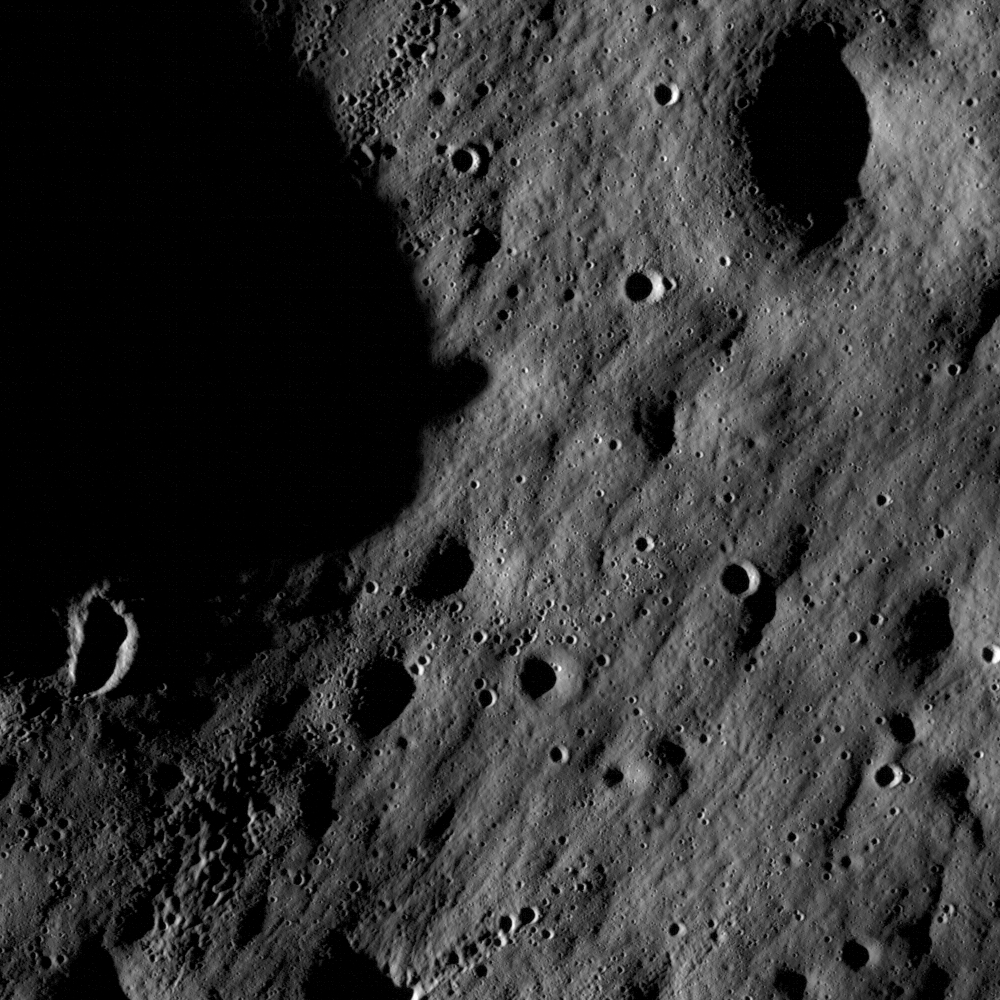
Eerste foto’s vanaf de LRO
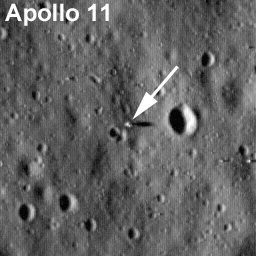
Landingsplek van Apollo 11
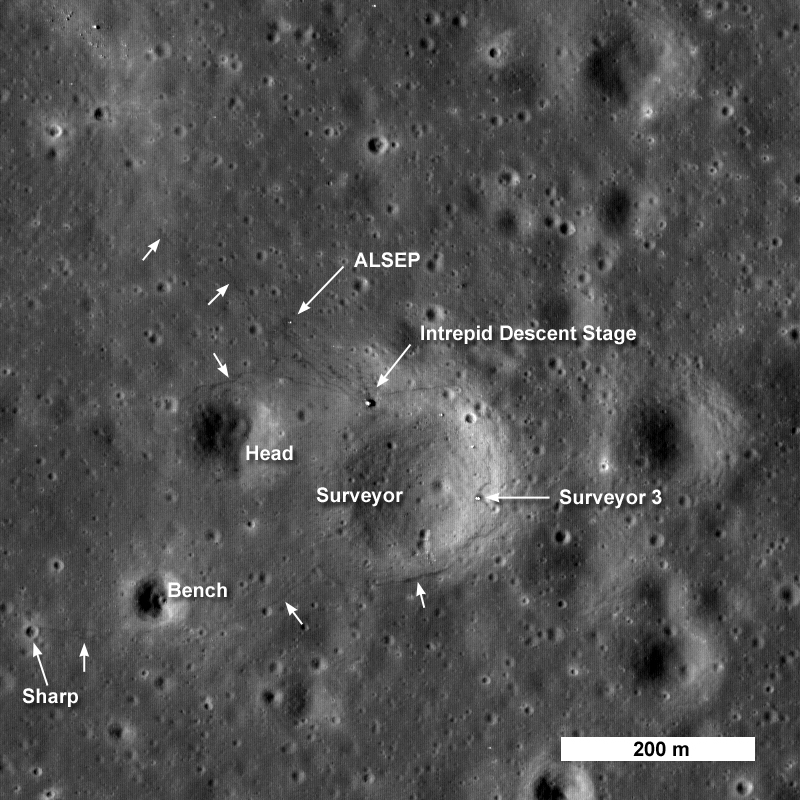
Landingsplek van Apollo 12 en Surveyor 3
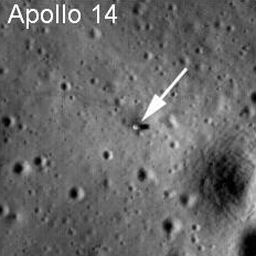
Landingsplek van Apollo 14
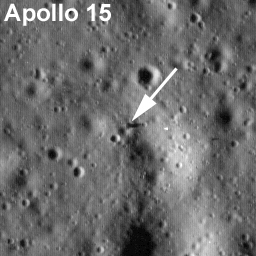
Landingsplek van Apollo 15
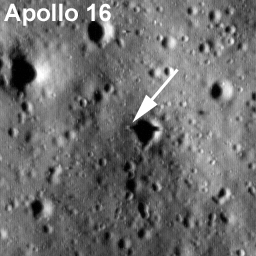
Landingsplek van Apollo 16
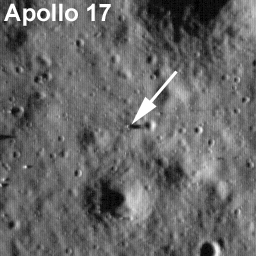
Landingsplek van Apollo 17
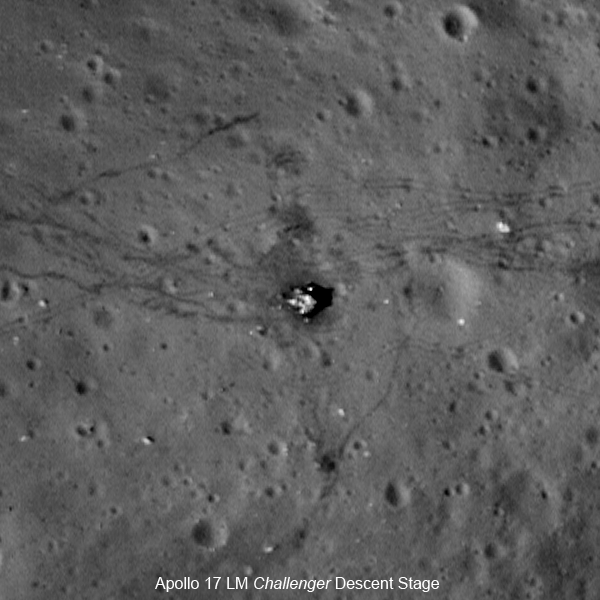
Close-up van de daaltrap van Challenger, de maanlander van Apollo 17
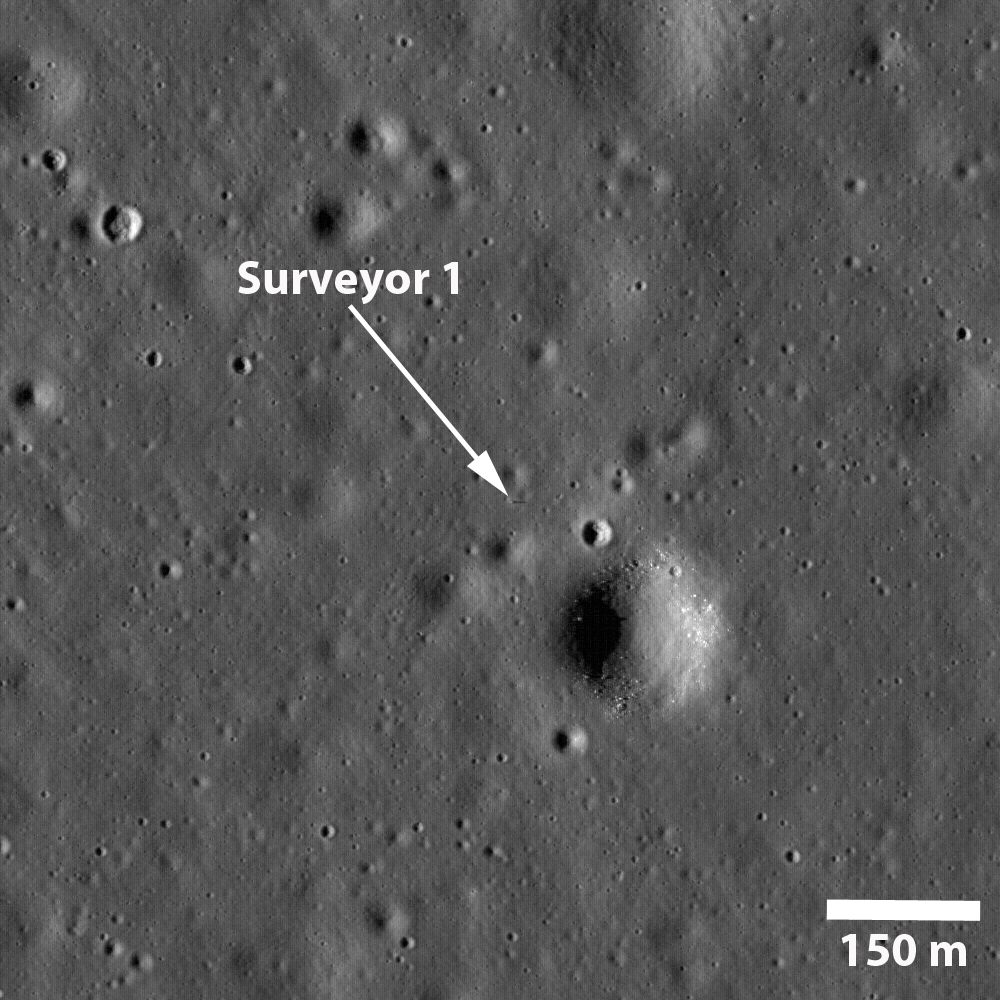
Landingsplek van Surveyor 1
Achterzijde van de maan